# رضا الهجهوج
رضا الهجهوج (انگلیسی: Reda Hajhouj؛ زادهٔ ۲ ژوئیهٔ ۱۹۹۴) بازیکن فوتبال اهل مراکش است.
از باشگاه‌هایی که در آن بازی کرده‌است می‌توان به باشگاه فوتبال الوداد کازابلانکا اشاره کرد.
وی همچنین در تیم ملی فوتبال زیر ۲۳ سال مراکش بازی کرده‌است.